# WinMX
WinMX is een applicatie en peer-to-peer netwerk protocol, om bestanden met het rest van het internet te delen (en: filesharing). Hierdoor is het mogelijk om muziek, video, plaatjes, en vele andere bestanden, te downloaden. WinMX is dus wat dat betreft te vergelijken met programma's zoals Kazaa, Audio Galaxy, Morpheus, LimeWire, Bearshare en het oude Napster. WinMX is, zoals de naam al doet vermoeden, alleen beschikbaar op Microsoft Windows.
WinMX gaat niet voor de schoonheidsprijs, maar voor de functionaliteit en stabiliteit. Dat en andere zaken maakt het anno 2005 een van de populairste uitwisselingprogramma's, ook al zit er wel een dalende lijn in de populariteit. Die andere zaken zijn, helemaal gratis, geen spyware, zeer hoge zoek resultaten, niet alleen populaire muziek, maar ook oudere muziek, zoals jazz en klassiek, mogelijkheid om centrale OpenNap servers toe te voegen (voor de deskundige gebruikers), de mogelijkheid om bestanden van meerdere gebruikers tegelijk te downloaden (en: multi-point) en geavanceerde opties om de hoeveelheid en snelheid van downloads en uploads te regelen.
WinMX is een van de oudste filesharing programma's. In de tijd dat Napster nog zegevierde werd het gebruikt door de serieuze gebruiker, omdat het niet alleen het Napster netwerk op kon, maar ook vele andere, kleinere, gecentraliseerde netwerken (OpenNap). Toen Napster dreigde ten onder te gaan, kwam WinMX met een eigen netwerk. Dit netwerk wordt echter niet centraal geregeld, maar decentraal (peer-to-peer of p2p), wat inhoudt dat er niet één plek is aan te wijzen waar alle informatie centraal wordt bijgehouden.
WinMX kan alleen bestaan doordat gebruikers bestanden beschikbaar stellen aan andere gebruikers. Er wordt dan ook aangeraden om ten minste enkele kwalitatief goede bestanden (bijvoorbeeld MP3's of Ogg Vorbis) beschikbaar te stellen, meer is natuurlijk veel beter voor het netwerk. Er zijn mensen die honderden tot duizenden bestanden beschikbaar hebben gesteld. Mensen die alleen komen om te downloaden zijn slecht voor het voortbestaan van het netwerk en worden daarom ook leechers genoemd, wat letterlijk vertaald bloedzuigers betekent.
De server van WinMx.com is 25 september 2005 afgesloten en naar verluidt zijn de makers van de software inmiddels uitgeweken naar Vanuatu. Het netwerk is echter nog steeds volledig in gebruik dankzij inspanningen van de gebruikers zelf, die een patch hebben ontwikkeld om het programma en het netwerk weer aan de gang te krijgen.